# Lygos sphaerocarpa
Lygos sphaerocarpa là một loài thực vật có hoa trong họ Đậu. Loài này được (L.) Heyw. mô tả khoa học đầu tiên năm 1968.